# Incisalia niphon
Incisalia niphon är en fjärilsart som beskrevs av Jacob Hübner 1823. Incisalia niphon ingår i släktet Incisalia och familjen juvelvingar. Inga underarter finns listade i Catalogue of Life.